# Prepona gnorima
Prepona gnorima is een vlinder uit de familie van de Nymphalidae. De wetenschappelijke naam van de soort is voor het eerst geldig gepubliceerd in 1865 door Henry Walter Bates.